# Teddy Gipson
Sergerio Gipson, detto Teddy (Monroe, 15 febbraio 1980), è un ex cestista statunitense.

## Palmarès

### Squadra
- Campionato olandese: 3

Amsterdam: 2004-05, 2007-08, 2008-09
Donar Groningen: 2017-18
- Campionato bosniaco: 1

Igokea: 2013-14
- Coppa d'Olanda: 3

Amsterdam: 2004, 2006
Donar Groningen: 2018
- Coppa d'Ungheria: 1

Szolnoki Olaj: 2015
- Coppa di Bosnia ed Erzegovina: 1

Igokea: 2016
- Supercoppa tedesca: 1

Brose Bamberg: 2012

### Individuale
- Eredivisie Player of the Year (2008)
- Eredivisie Guard of the Year (2008, 2009)
- Eredivisie Import Player of the Year (2008, 2009)